# Polnischer Fußballpokal 2016/17
Der Puchar Polski 2016/17 ist die 63. Ausspielung des polnischen Pokalwettbewerbs. Er begann am 16. Juli 2016 mit den Vorrundenspielen und endete am 2. Mai 2017 mit dem Finale im PGE Narodowy in Warschau.
Der Pokalsieger qualifiziert sich für die Teilnahme an der 3. Qualifikationsrunde der Europa League 2017/18.
Titelverteidiger Legia Warschau schied in der 2. Runde gegen Górnik Zabrze aus.

## Teilnehmende Mannschaften
Für die Hauptrunde waren 68 Mannschaften qualifiziert:
| Teilnahme ab 2. Runde | Teilnahme ab 1. Runde | Teilnahme ab Vorrunde                                                                      | Teilnahme ab Vorrunde | Teilnahme ab Vorrunde |
| Ekstraklasa 2015/16 16 Vereine | 1. Liga 2015/16 12 Vereine (Platz 1 – 12) | 1. Liga 2015/16 6 Vereine (Platz 13 – 18)                                                  | 2. Liga 2015/16 18 Vereine | 16 regionale Pokalsieger der Woiwodschaften der Saison 2015/16 |
| Legia Warschau (TV) Piast Gliwice Zagłębie Lubin KS Cracovia Lechia Gdańsk Pogoń Stettin Lech Posen Ruch Chorzów Wisła Krakau Śląsk Wrocław Jagiellonia Białystok Korona Kielce Bruk-Bet Termalica Nieciecza Górnik Łęczna Górnik Zabrze Podbeskidzie Bielsko-Biała | Arka Gdynia Wisła Płock Zagłębie Sosnowiec GKS Katowice Zawisza Bydgoszcz 1 Chrobry Głogów Miedź Legnica Bytovia Bytów Sandecja Nowy Sącz Wigry Suwałki Stomil Olsztyn Chojniczanka Chojnice | Olimpia Grudziądz Pogoń Siedlce MKS Kluczbork GKS Bełchatów Rozwój Katowice Dolcan Ząbki 2 | Stal Mielec Znicz Pruszków GKS Tychy Wisła Puławy Raków Częstochowa Siarka Tarnobrzeg Puszcza Niepołomice Radomiak Radom MKP Kotwica Kołobrzeg Legionovia Legionowo Polonia Bytom Błękitni Stargard KS ROW 1964 Rybnik Olimpia Zambrów Stal Stalowa Wola Nadwiślan Góra Gryf Wejherowo Okocimski KS Brzesko 3 | Rominta Gołdap (WN) KKS 1925 Kalisz (WP) KSZO Ostrowiec Świętokrzyski (SK) JKS Jarosław (PK) Garbarnia Kraków (MA) Wda Świecie (KP) Stilon Gorzów Wielkopolski (LB) Chełmianka Chełm (LU) Lechia Tomaszów Mazowiecki (LD) Świt Nowy Dwór Mazowiecki (MZ) Miedź II Legnica (DS) Odra Opole (OP) ŁKS Łomża (PD) Pogoń Lębork (PM) GKS 1962 Jastrzębie (SL) Świt Skolwin (ZP) |

## Auslosung und Spieltermine

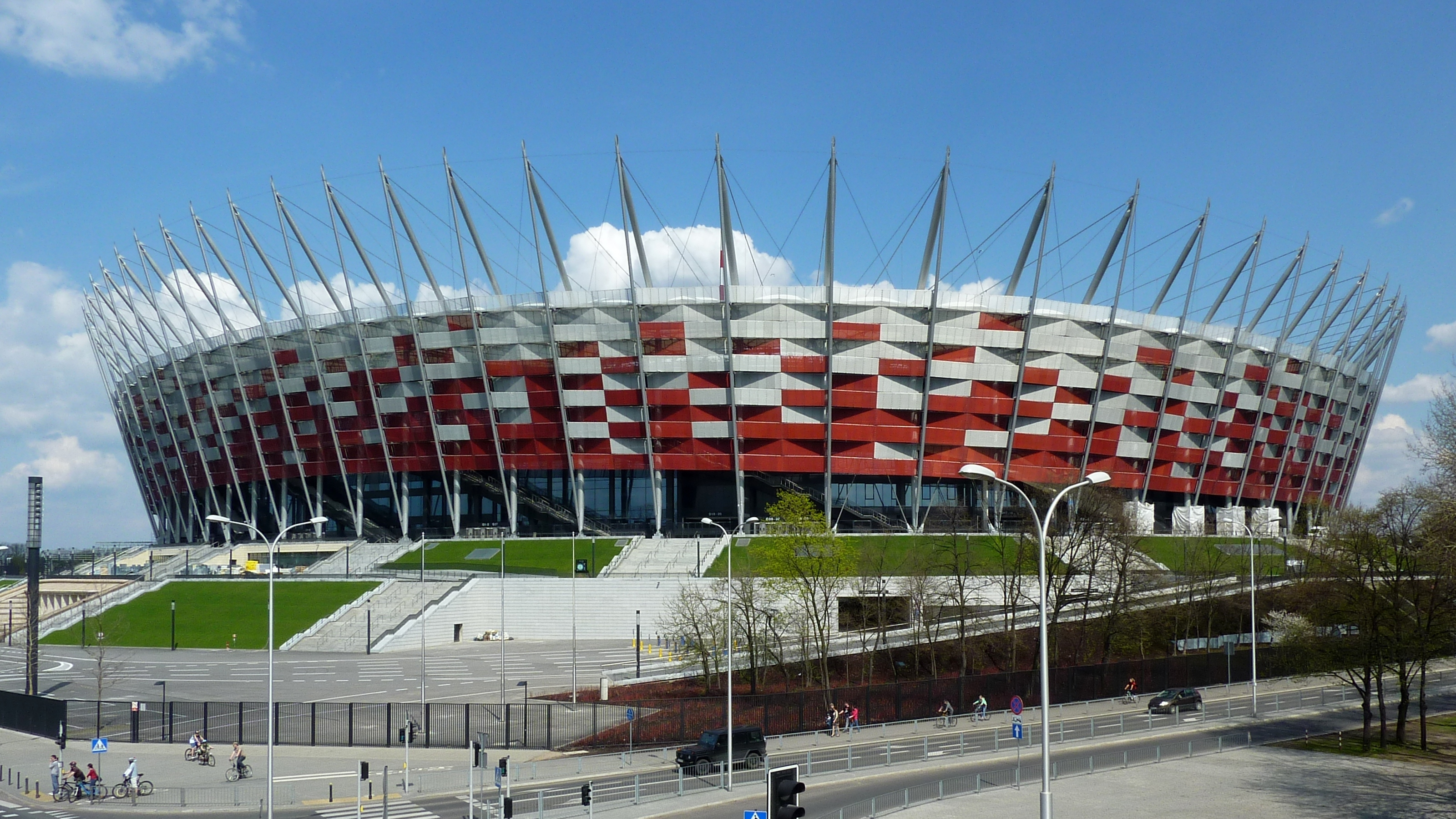
Das Stadion PGE Narodowy in Warschau, Austragungsort des Finales am 2. Mai 2017

| Runde         | Auslosung     | 1. Spiel                              | 2. Spiel                              |
| ------------- | ------------- | ------------------------------------- | ------------------------------------- |
| Vorrunde      | 24.06.2016    | 16./17.07.2016                        | —                                     |
| 1. Runde      | 24.06.2016    | 23./24.07.2016                        | —                                     |
| 2. Runde      | Juli 2016     | 10.08.2016                            | —                                     |
| Achtelfinale  | Juli 2016     | 21.09.2016                            | —                                     |
| Viertelfinale | Juli 2016     | 26.10.2016                            | 30.11.2016                            |
| Halbfinale    | Dezember 2016 | 01.03.2017                            | 05.04.2017                            |
| Finale        | –             | 2. Mai 2017 im PGE Narodowy, Warschau | 2. Mai 2017 im PGE Narodowy, Warschau |

## Vorrunde
Die Spiele der Vorrunde fanden am 16. und 17. Juli 2016  mit den 16 regionalen Pokalsiegern aus den Woiwodschaften, den 18 Vereinen der 2. Liga sowie den Mannschaften der Plätze 13 bis 18 der 1. Liga statt.
|                              | Ergebnis                 |                          |
| ---------------------------- | ------------------------ | ------------------------ |
| Rominta Gołdap               | Freilos für die 1. Runde | Freilos für die 1. Runde |
| KSZO Ostrowiec Świętokrzyski | Freilos für die 1. Runde | Freilos für die 1. Runde |
| 16. Juli 2016                |                          |                          |
| Stilon Gorzów Wielkopolski   | 0:3                      | Pogoń Siedlce            |
| Lechia Tomaszów Mazowiecki   | 0:2                      | Stal Mielec              |
| ŁKS 1926 Łomża               | 2:3 n. V.                | GKS Tychy                |
| KKS Włókniarz 1925 Kalisz    | 5:4 n. V.                | MKS Kluczbork            |
| 17. Juli 2016                |                          |                          |
| Wda Świecie                  | 3:0                      | Rozwój Katowice          |
| GKS 1962 Jastrzębie          | 1:0                      | Olimpia Grudziądz        |
| Świt Skolwin                 | 0:0 n. V. 4:5 i. E.      | Polonia Bytom            |
| JKS Jarosław                 | 2:3 n. V.                | KS ROW 1964 Rybnik       |
| Odra Opole                   | 0:3                      | Siarka Tarnobrzeg        |
| Miedź II Legnica             | 1:4                      | GKS Bełchatów            |
| Garbarnia Kraków             | 0:1                      | Puszcza Niepołomice      |
| Chełmianka Chełm             | 1:3 n. V.                | Olimpia Zambrów          |
| Świt Nowy Dwór Mazowiecki    | 2:1                      | Znicz Pruszków           |
| Pogoń Lębork                 | 0:6                      | Kotwica Kołobrzeg        |
| Radomiak Radom               | 4:0                      | Stal Stalowa Wola        |
| Nadwiślan Góra               | 0:3                      | Legionovia Legionowo     |
| Raków Częstochowa            | 2:1 n. V.                | Wisła Puławy             |
| Błękitni Stargard            | 4:1                      | Gryf Wejherowo           |

## 1. Runde
Die Spiele der 1. Runde fanden am 22., 23., 26. und 27. Juli 2016 statt. Es nahmen die Gewinner der Vorrundenspiele teil. Hinzu kamen die Mannschaften der Plätze 1 bis 12 der 1. Liga.
|                              | Ergebnis            |                       |
| 22. Juli 2016                | 22. Juli 2016       | 22. Juli 2016         |
| ---------------------------- | ------------------- | --------------------- |
| Radomiak Radom               | 1:0                 | GKS Katowice          |
| KS ROW 1964 Rybnik           | 1:3                 | Stomil Olsztyn        |
| 23. Juli 2016                |                     |                       |
| Olimpia Zambrów              | 2:1                 | GKS Tychy             |
| Świt Nowy Dwór Mazowiecki    | 0:1                 | Wigry Suwałki         |
| Legionovia Legionowo         | 0:3                 | Zagłębie Sosnowiec    |
| Raków Częstochowa            | 2:2 n. V. 6:5 i. E. | Chrobry Głogów        |
| Siarka Tarnobrzeg            | 2:4 n. V.           | Sandecja Nowy Sącz    |
| Błękitni Stargard            | 1:2                 | Bytovia Bytów         |
| KSZO Ostrowiec Świętokrzyski | 2:1 n. V.           | Pogoń Siedlce         |
| KKS Włókniarz 1925 Kalisz    | 1:0                 | Polonia Bytom         |
| Wda Świecie                  | 1:2 n. V.           | Puszcza Niepołomice   |
| GKS Bełchatów                | 1:1 n. V. 6:7 i. E. | Miedź Legnica         |
| Kotwica Kołobrzeg            | 2:3                 | Chojniczanka Chojnice |
| 26. Juli 2016                |                     |                       |
| Rominta Gołdap               | 1:4                 | Arka Gdynia           |
| 27. Juli 2016                |                     |                       |
| Stal Mielec                  | 4:3                 | Wisła Płock           |

- Freilos: GKS 1962 Jastrzębie

## 2. Runde
Die Spiele der 2. Runde fanden am 9., 10., 11. und 24. August 2016 statt. Es nahmen die 16 Gewinner der 1. Runde teil. Hinzu kamen die 16 Mannschaften der Ekstraklasa.
|                              | Ergebnis              |                              |
| 9. August 2016               | 9. August 2016        | 9. August 2016               |
| ---------------------------- | --------------------- | ---------------------------- |
| Puszcza Niepołomice          | 0:0 n. V. (3:2 i. E.) | Korona Kielce                |
| KSZO Ostrowiec Świętokrzyski | 3:2                   | Raków Częstochowa            |
| Olimpia Zambrów              | 0:1                   | Arka Gdynia                  |
| Zagłębie Sosnowiec           | 3:4 n. V.             | Wisła Krakau                 |
| Miedź Legnica                | 2:3                   | Górnik Łęczna                |
| Podbeskidzie Bielsko-Biała   | 0:3                   | Lech Posen                   |
| Wigry Suwałki                | 2:1                   | Bruk-Bet Termalica Nieciecza |
| Cracovia                     | 0:1                   | Jagiellonia Białystok        |
| 10. August 2016              |                       |                              |
| GKS 1962 Jastrzębie          | 2:1                   | Radomiak Radom               |
| KKS Włókniarz 1925 Kalisz    | 0:4                   | Pogoń Stettin                |
| Sandecja Nowy Sącz           | 1:2 n. V.             | Śląsk Wrocław                |
| Bytovia Bytów                | 1:0                   | Zagłębie Lubin               |
| Chojniczanka Chojnice        | 2:0                   | Stal Mielec                  |
| Górnik Zabrze                | 3:2 n. V.             | Legia Warschau               |
| 11. August 2016              |                       |                              |
| Stomil Olsztyn               | 0:0 n. V. (6:7 i. E.) | Ruch Chorzów                 |
| 24. August 2016              |                       |                              |
| Piast Gliwice                | 0:0 n. V. (3:5 i. E.) | Lechia Gdańsk                |

## Achtelfinale
Die Spiele des Achtelfinales fanden zwischen dem 20. und 28. September 2016 statt.
|                              | Ergebnis              |                       |
| 20. September 2016           | 20. September 2016    | 20. September 2016    |
| ---------------------------- | --------------------- | --------------------- |
| GKS 1962 Jastrzębie          | 1:1 n. V. (7:6 i. E.) | Górnik Łęczna         |
| Górnik Zabrze                | 0:2                   | Wigry Suwałki         |
| 21. September 2016           |                       |                       |
| Puszcza Niepołomice          | 2:1                   | Lechia Gdańsk         |
| Lech Posen                   | 3:0                   | Ruch Chorzów          |
| 22. September 2016           |                       |                       |
| KSZO Ostrowiec Świętokrzyski | 1:2                   | Arka Gdynia           |
| Bytovia Bytów                | 3:0                   | Śląsk Wrocław         |
| 27. September 2016           |                       |                       |
| Chojniczanka Chojnice        | 1:2                   | Wisła Krakau          |
| 28. September 2016           |                       |                       |
| Pogoń Stettin                | 4:1                   | Jagiellonia Białystok |

## Viertelfinale
Die Spiele wurden in Hin- und Rückspielen ausgetragen. Die Hinspiele fanden am 26. Oktober 2016, die Rückspiele am 30. November 2016 statt.
|                     | Gesamt    |               | Hinspiel | Rückspiel |
| ------------------- | --------- | ------------- | -------- | --------- |
| GKS 1962 Jastrzębie | 2:3       | Wigry Suwałki | 1:2      | 1:1       |
| Bytovia Bytów       | (a)2:2(a) | Arka Gdynia   | 2:1      | 0:1       |
| Lech Posen          | 5:3       | Wisła Krakau  | 1:1      | 4:2       |
| Puszcza Niepołomice | 1:4       | Pogoń Stettin | 1:2      | 0:2       |

## Halbfinale
Die Spiele wurden in Hin- und Rückspielen ausgetragen.
|               | Gesamt |                               | Hinspiel | Rückspiel |
| ------------- | ------ | ----------------------------- | -------- | --------- |
| Lech Posen    | 4:0    | Pogoń Stettin (01.03./05.04.) | 3:0      | 1:0       |
| Wigry Suwałki | 4:5    | Arka Gdynia (28.02./04.04.)   | 0:3      | 4:2       |

## Finale
| Lech Posen                                          | Lech Posen | Arka Gdynia | Arka Gdynia |
| --------------------------------------------------- | --- | --- | ----------- |
| Lech Posen                                          | \| 2. Mai 2017 um 16:00 Uhr in Warschau (PGE Narodowy) \| \| Ergebnis: 1:2 n. V. (0:0) \| \| Zuschauer: 43.760 \| \| Schiedsrichter: Tomasz Musiał (Krakau) \| | \| 2. Mai 2017 um 16:00 Uhr in Warschau (PGE Narodowy) \| \| Ergebnis: 1:2 n. V. (0:0) \| \| Zuschauer: 43.760 \| \| Schiedsrichter: Tomasz Musiał (Krakau) \| | Arka Gdynia |
| Lech Posen                                          | Jasmin Burić – Tomasz Kędziora, Jan Bednarek, Lasse Nielsen (110. Mihai Răduț), Volodymyr Kostevych – Łukasz Trałka , Maciej Gajos, Darko Jevtić (85. Szymon Pawłowski), Radosław Majewski – Dawid Kownacki (74. Maciej Makuszewski), Marcin Robak Cheftrainer: Nenad Bjelica | Pāvels Šteinbors – Tadeusz Socha, Krzysztof Sobieraj , Michał Marcjanik, Marcin Warcholak – Antoni Łukasiewicz, Adam Marciniak, Marcus da Silva (55. Rafał Siemaszko), Mateusz Szwoch – Miroslav Božok (83. Dominik Hofbauer), Przemysław Trytko (71. Luka Zarandia) Cheftrainer: Leszek Ojrzyński | Arka Gdynia |
| Lech Posen                                          | 1:2 Łukasz Trałka (119.) | 0:1 Rafał Siemaszko (107.) 0:2 Luka Zarandia (111.) | Arka Gdynia |
| Lech Posen                                          | Marcin Robak (50.) | Mateusz Szwoch (19.), Marcus da Silva (53.), Antoni Łukasiewicz (76.), Luka Zarandia (112.) | Arka Gdynia |
| 2. Mai 2017 um 16:00 Uhr in Warschau (PGE Narodowy) | | |             |
| Ergebnis: 1:2 n. V. (0:0)                           | | |             |
| Zuschauer: 43.760                                   | | |             |
| Schiedsrichter: Tomasz Musiał (Krakau)              | | |             |

## Beste Torschützen
Nachfolgend sind die besten Torschützen des Polnischen Fußballpokals 2016/17 aufgeführt. Die Sortierung erfolgt nach Anzahl ihrer Treffer, bei gleicher Toranzahl alphabetisch.
| Rang | Spieler         | Verein          | Tore |
| 1    |                 |                 |      |
| ---- | --------------- | --------------- | ---- |
| 1    | Rafał Jankowski | KKS 1925 Kalisz | 4    |
| 1    | Kamil Zapolnik  | Wigry Suwałki   | 4    |